# أحمر بندقي

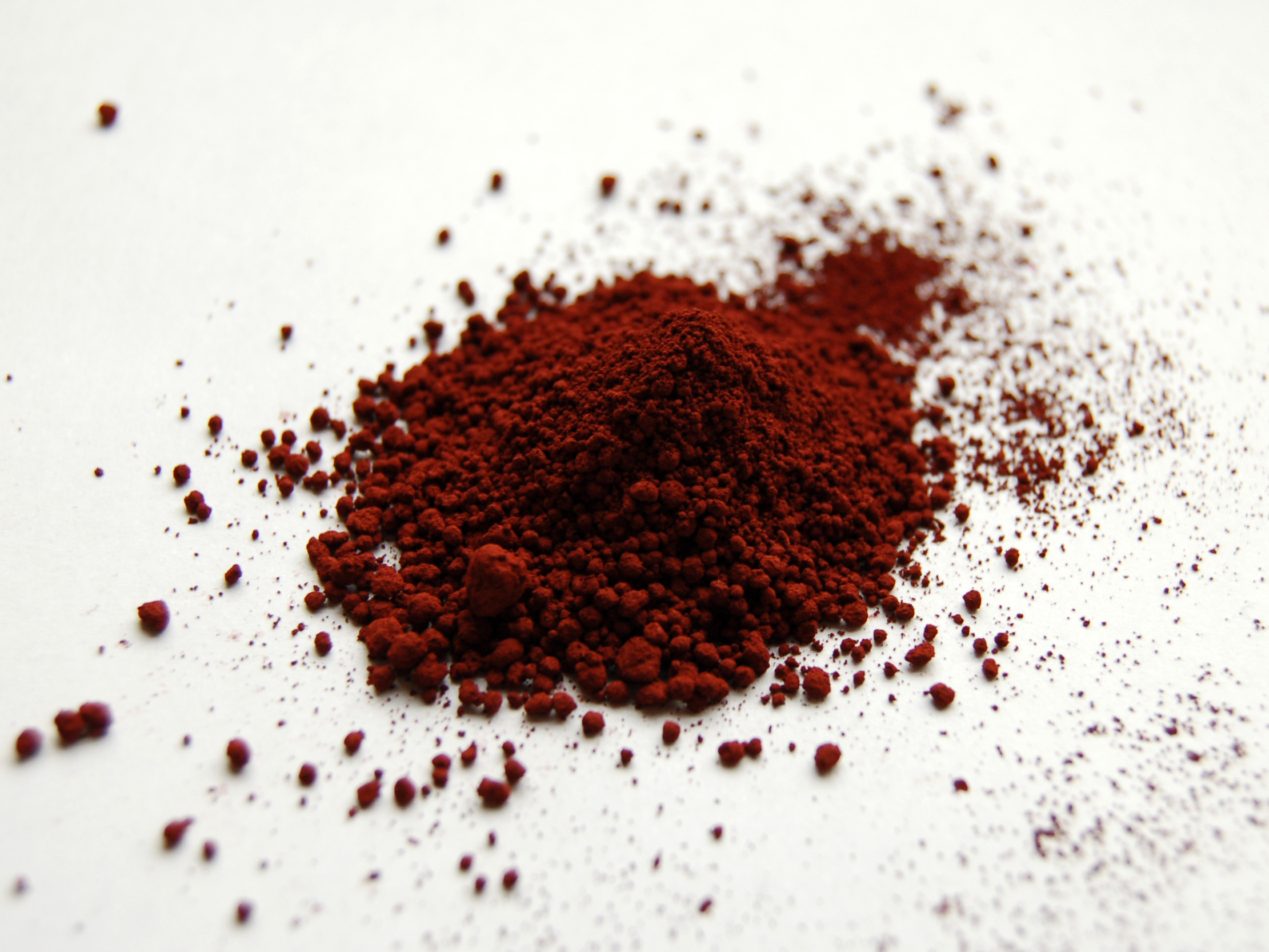
أوكسيد الحديد الثلاثي (Fe_{2}O_{3})

اللون الأحمر البندقي (بالإنجليزية: Venetian Red)‏ هو صبغة لونها عبارة عن ظل داكن للسقلاتي تتكون من أكسيد الحديد الثلاثي، وهي خامة حمراء تؤخذ من منطقة مجاورة للبندقية.